# ملینوئه

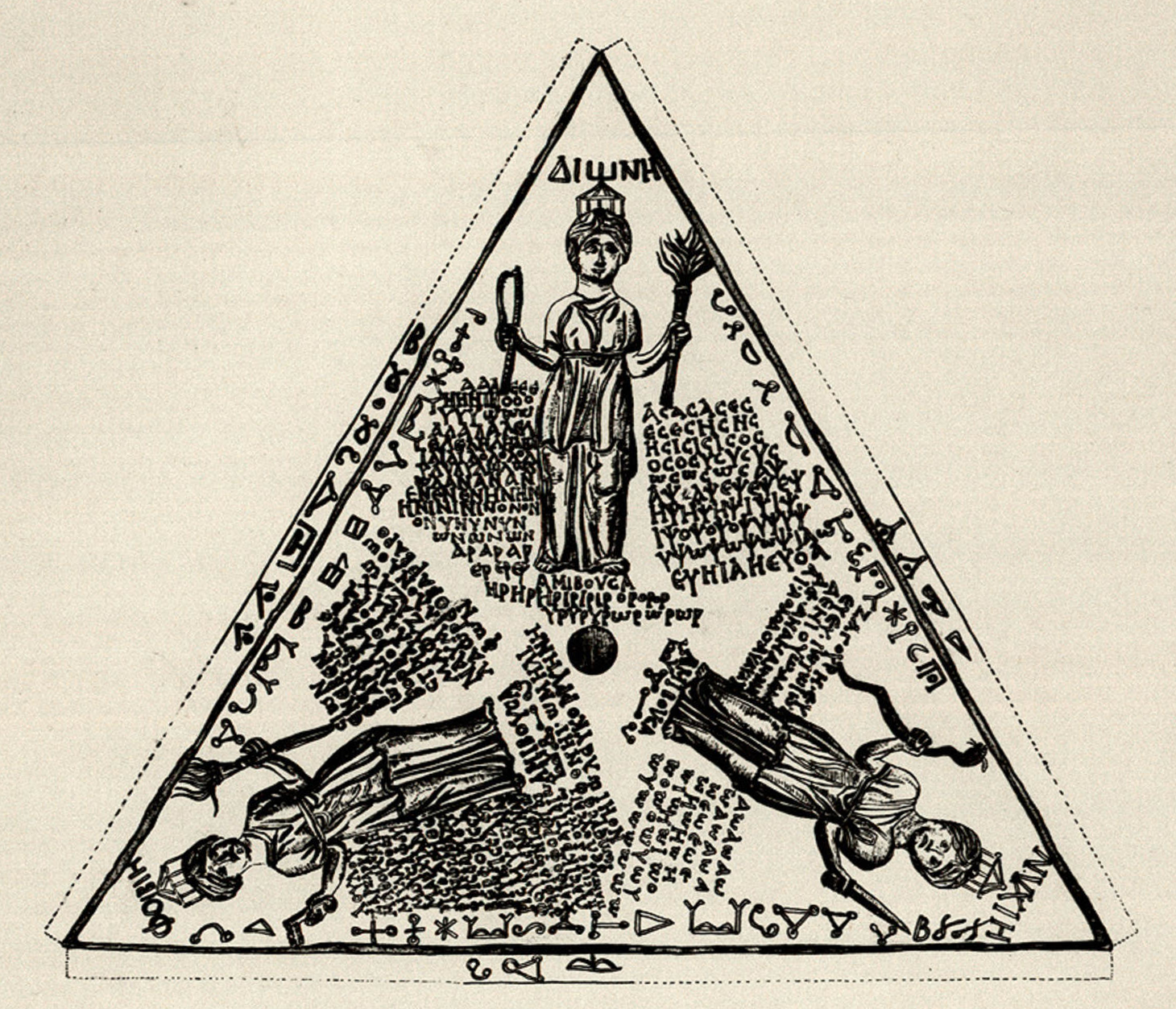
لوح برنزی (قرن سوم پس‌از میلاد) از پرگامون که ملینوئه را به‌همراه پرسفونه و لوکوفراین فرا می‌خواند. سه الهه در تصویر با نام‌های دیون، فیبی و نیچه مشخص شده‌اند.

ملینوئه (یونانی باستان: Μηλινόη) چتونیک نیمف یا الهه‌ای است که در یکی از سرودهای اورفیک (قرن دوم یا سوم پس از میلاد؟) خوانده شده و به عنوان عامل کابوس و جنون نشان داده شده است. نام ملینوئه همچنین بر روی یک لوح فلزی مرتبط با پرسفونه دیده می‌شود. در سرودهای اورفیک، ملینوئه دارای ویژگی‌هایی است که به نظر می‌رسد شبیه به هکاته و الهه‌های انتقام باشد، و نام وی گاهی اوقات تصور می‌شود لقب هکاته باشد.